# Vancouver Canucks 2014-2015
La stagione 2014-2015 è la 45ª che i Vancouver Canucks giocano nella NHL.

## Eventi della stagione

### Pre-season
L'8 aprile 2014, dopo aver saltato i playoff per la prima volta dal 2008, il team ha licenziato il general manager e presidente Mike Gillis. 
Il giorno dopo, la proprietà ha assunto l'ex capitano Trevor Linden quale presidente della squadra. 
Tre settimane dopo aver assunto Linden, i Canucks ha annunciato che sia head coach John Tortorella, che l'assistente allenatore Mike Sullivan, assunti prima dell'inizio della stagione 2013-14, sono stati licenziati. 
Durante la ricerca del nuovo general manager, si è speculato che il candidato preferito di Linden era Jim Benning, che era l'assistente general manager dei Boston Bruins e il 21 maggio i Canucks ha confermato che Benning era stato assunto come il loro nuovo general manager.
Uno dei primi cambiamenti di Benning fatti al roster è stato far valere l'opzione "buying out" per David Booth, che aveva ancora un anno di contratto.
La prossima operazione importante per i Canucks era trovare un nuovo Head coach. Tra i candidati intervistati c'era l'assistente allenatore dei New York Rangers Scott Arniel e l'ex allenatore dei Pittsburgh Penguins Dan Bylsma. Inoltre Benning diceva di essere interessato, anche all'allenatore dei Texas Stars Willie Desjardins. Tuttavia, Benning dovette aspettare fino a fine giugno per poter intervistare Desjardins, dopo la vittoria della Calder Cup con i Texas. Il 23 giugno, i Canucks hanno introdotto ufficialmente Desjardins quale 18° head coach nella storia dei Canucks.
Il 7 luglio, Benning ha nominato Doug Lidster come assistente allenatore; il è stato assistente allenatore dei Texas Stars con il nuovo coach dei Canucks Willie Desjardins..

### Regular season
Il 31 ottobre, il Department of Player Safety della NHL annuncia di aver sospeso per 3 partite l'attaccante dei Canucks Alexandre Burrows per check illegale alla testa ai danni del difensore dei Montreal Canadiens Alexei Emelin durante la partita del 30 ottobre; il giocatore dovrà anche pagare una multa di 72'580,65 $ che saranno versati al fondo "Players' Emergency Assistance".
Il 15 dicembre il GM Jim Benning annuncia che il rookie Bo Horvat non sarebbe stato liberato per partecipare con la nazionale canadese al campionato del mondo Under-20 ma avrebbe continuato a giocare con i Canucks..
Il 31 dicembre, il Department of Player Safety della NHL annuncia di aver multato con 5'000 $ di multa l'attaccante dei Canucks Jannik Hansen per check illegale alla testa ai danni dell'attaccante dei San Jose Sharks Tommy Wingels durante la partita del 30 dicembre.
L'8 gennaio 2015 l'NHL annuncia i 42 giocatore convocati per l'All-Star Game 2015 tra questi anche l'attaccante ceco dei Canucks Radim Vrbata.

### Traguardi
- Linden Vey - 1º Goal in NHL della carriera (11 ottobre 2014)
- Alex Edler - 500ª partita in NHL della carriera (23 ottobre 2014)
- Ryan Miller - 300ª vittoria in NHL della carriera (28 ottobre 2014)
- Radim Vrbata - 800ª partita in NHL della carriera (8 ottobre 2014)
- Chris Higgins - 300º punto in NHL della carriera (1 novembre 2014)
- Nick Bonino - 200ª partita in NHL della carriera (1 novembre 2014)
- Jannik Hansen - 400ª partita in NHL della carriera (1 novembre 2014)
- Bo Horvat - 1ª partita in NHL della carriera (4 novembre 2014)
- Brandon DeFazio - 1ª partita in NHL della carriera (9 novembre 2014)
- Bo Horvat - 1º goal in NHL della carriera (20 novembre 2014)
- Bo Horvat - 1º punto in NHL della carriera (20 novembre 2014)
- Daniel Sedin - 1 000ª partita in NHL della carriera (23 novembre 2014)
- Nick Bonino - 100º punto in NHL della carriera (28 novembre 2014)
- Brad Richardson - 500ª partita in NHL della carriera (1 gennaio 2015)
- Henrik Sedin - 200º goal in NHL della carriera (3 gennaio 2015)
- Luca Sbisa - 300ª partita in NHL della carriera (8 gennaio 2015)
- Christopher Tanev - 200ª partita in NHL della carriera (19 gennaio 2015)
- Yannick Weber - 200ª partita in NHL della carriera (27 gennaio 2015)
- Ronalds Kenins - 1ª partita in NHL della carriera (30 gennaio 2015)
- Ronalds Kenins - 1º goal in NHL della carriera (1 febbraio 2015)
- Ronalds Kenins - 1º punto in NHL della carriera (1 febbraio 2015)
- Ryan Stanton - 100ª partita in NHL della carriera (3 febbraio 2014)
- Radim Vrbata - 500º punto in NHL della carriera (7 febbraio 2015)

### Premi
- Jannik Hansen - 1ª Stella NHL della settimana (24 novembre 2014)[13]
- Radim Vrbata - Selezionato per NHL All-Star Game 2015 (8 gennaio 2015)[11]

## Trasferimenti

### Pre-season
Legenda: P=Portiere; D=Difensore; A=Attacco
| Arrivi | Arrivi            | Arrivi                | Arrivi      |
| R.     | Nome              | da                    | Modalità    |
| ------ | ----------------- | --------------------- | ----------- |
| A      | Nick Bonino       | Anaheim Ducks         | Scambio a   |
| D      | Luca Sbisa        | Anaheim Ducks         | Scambio a   |
| A      | Derek Dorsett     | New York Rangers      | Scambio c   |
| A      | Linden Vey        | Los Angeles Kings     | Scambio d   |
| P      | Ryan Miller       | St. Louis Blues       | Free Agent  |
| D      | Bobby Sanguinetti | Atlant Mytišči        | Free Agent  |
| A      | Dustin Jeffrey    | Dallas Stars          | Free Agent  |
| A      | Cal O'Reilly      | Utica Comets          | Free Agent  |
| A      | Radim Vrbata      | Phoenix Coyotes       | Free Agent  |
| D      | Alex Biega        | Vancouver Canucks     | Rinnovo     |
| A      | Zack Kassian      | Vancouver Canucks     | Rinnovo     |
| D      | Yannick Weber     | Vancouver Canucks     | Rinnovo     |
| P      | Joe Cannata       | Vancouver Canucks     | Rinnovo     |
| D      | Peter Andersson   | Vancouver Canucks     | Rinnovo     |
| D      | Chris Tanev       | Vancouver Canucks     | Rinnovo     |
| A      | Linden Vey        | Vancouver Canucks     | Rinnovo     |
| A      | Darren Archibald  | Vancouver Canucks     | Rinnovo     |
| A      | Brandon DeFazio   | Vancouver Canucks     | Rinnovo     |
| A      | Jared McCann      | S.S. Marie Greyhounds | Entry-level |
| A      | Jake Virtanen     | Calgary Hitmen        | Entry-level |
| A      | J.T. Wyman        | Lake Erie Monsters    | In prova    |
| A      | Curtis Valk       | Medicine Hat Tigers   | In prova    |
| D      | Spencer Humphries | Lev Praga             | In prova    |
| P      | Austin Lotz       | Everett Silvertips    | In prova    |

| Partenze | Partenze          | Partenze              | Partenze          |
| R.       | Nome              | a                     | Modalità          |
| -------- | ----------------- | --------------------- | ----------------- |
| D        | David Booth       | Toronto Maple Leafs   | Compliance buyout |
| A        | Ryan Kesler       | Anaheim Ducks         | Scambio a         |
| D        | Jason Garrison    | Tampa Bay Lightning   | Scambio b         |
| A        | Jeff Costello     | Tampa Bay Lightning   | Scambio b         |
| A        | Mike Santorelli   | Toronto Maple Leafs   | Free Agent        |
| A        | Jordan Schroeder  | Minnesota Wild        | Free Agent        |
| A        | Zac Dalpe         | Buffalo Sabres        | Free Agent        |
| A        | Benn Ferriero     | St. Louis Blues       | Free Agent        |
| A        | Jeremy Welsh      | St. Louis Blues       | Free Agent        |
| D        | Miles Liberati    | North Bay Battalion   | Assegnato         |
| A        | Kyle Pettit       | Erie Otters           | Assegnato         |
| D        | Mackenze Stewart  | Prince Albert Raiders | Assegnato         |
| A        | Evan McEneny      | Kingston Frontenacs   | Assegnato         |
| D        | Jordan Subban     | Belleville Bulls      | Assegnato         |
| D        | Anton Cederholm   | Portland Winterhawks  | Assegnato         |
| A        | Cole Cassels      | Oshawa Generals       | Assegnato         |
| P        | Austin Lotz       | Everett Silvertips    | Svincolato        |
| A        | Mike Zalewski     | Utica Comets          | Assegnato         |
| D        | Jeremie Blain     | Utica Comets          | Assegnato         |
| A        | Dane Fox          | Utica Comets          | Assegnato         |
| A        | Alex Grenier      | Utica Comets          | Assegnato         |
| A        | Kellan Lain       | Utica Comets          | Assegnato         |
| A        | Alex Mallet       | Utica Comets          | Assegnato         |
| D        | Spencer Humphries | Utica Comets          | Svincolato        |
| D        | Curtis Valk       | Utica Comets          | Svincolato        |
| A        | Mike Zalewski     | Utica Comets          | Assegnato         |
| D        | Henrik Tommernes  | Utica Comets          | Assegnato         |
| D        | Kent Huskins      | Utica Comets          | Assegnato         |
| A        | Ronalds Kenins    | Utica Comets          | Assegnato         |
| A        | Alex Friesen      | Utica Comets          | Assegnato         |
| P        | Joe Cannata       | Utica Comets          | Assegnato         |
| D        | John Negrin       | Utica Comets          | Assegnato         |
| D        | Kane Lafranchise  | Utica Comets          | Assegnato         |
| A        | Brendan Gaunce    | Utica Comets          | Assegnato         |
| A        | J.T. Wyman        | Utica Comets          | Svincolato        |
| A        | Carter Bancks     | Utica Comets          | Svincolato        |
| A        | Jake Virtanen     | Calgary Hitmen        | Assegnato         |
| P        | Jacob Markström   | Utica Comets          | Assegnato         |
| D        | Peter Andersson   | Utica Comets          | Assegnato         |
| A        | Darren Archibald  | Utica Comets          | Assegnato         |
| D        | Alex Biega        | Utica Comets          | Assegnato         |
| A        | Brandon Defazio   | Utica Comets          | Assegnato         |
| A        | Dustin Jeffrey    | Utica Comets          | Assegnato         |
| D        | Bobby Sanguinetti | Utica Comets          | Assegnato         |
| P        | Joacim Eriksson   | Utica Comets          | Assegnato         |
| A        | Hunter Shinkaruk  | Utica Comets          | Assegnato         |
| A        | Cal O’Reilly      | Utica Comets          | Assegnato         |
| A        | Nicklas Jensen    | Utica Comets          | Assegnato         |

- a. I Canucks ricevono anche la 24ª e l'85ª scelta all'Entry Draft 2014, e cedono anche la scelta del terzo giro all'Entry Draft 2015.
- b. I Canucks cedono anche la scelta del settimo giro all'Entry Draft 2015 ed ricevono la 50ª scelta all'Entry Draft 2014.
- c. I Canucks cedono l'85ª scelta all'Entry Draft 2014 (Anaheim).
- d. I Canucks cedono la 50ª scelta all'Entry Draft 2014 (Tampa Bay).

### In Stagione
Legenda: P=Portiere; D=Difensore; A=Attacco
| Arrivi | Arrivi            | Arrivi             | Arrivi     |
| R.     | Nome              | da                 | Modalità   |
| ------ | ----------------- | ------------------ | ---------- |
| D      | Frank Corrado     | Utica Comets       | Richiamato |
| A      | Nicklas Jensen    | Utica Comets       | Richiamato |
| A      | Brandon DeFazio   | Utica Comets       | Richiamato |
| D      | Bobby Sanguinetti | Utica Comets       | Richiamato |
| A      | Will Acton        | Edmonton Oilers    | Scambio    |
| D      | Frank Corrado     | Utica Comets       | Richiamato |
| D      | Andrey Pedan      | New York Islanders | Scambio    |
| A      | Nicklas Jensen    | Utica Comets       | Richiamato |
| D      | Alex Biega        | Utica Comets       | Richiamato |
| D      | Bobby Sanguinetti | Utica Comets       | Richiamato |
| D      | Frank Corrado     | Utica Comets       | Richiamato |
| A      | Ronalds Kenins    | Utica Comets       | Richiamato |
| D      | Adam Clendening   | Chicago Blackhawks | Scambio    |
| D      | Adam Clendening   | Rockford IceHogs   | Richiamato |

| Partenze | Partenze          | Partenze           | Partenze    |
| R.       | Nome              | a                  | Modalità    |
| -------- | ----------------- | ------------------ | ----------- |
| D        | Frank Corrado     | Utica Comets       | Assegnato   |
| D        | Frank Corrado     | Utica Comets       | Riassegnato |
| A        | Brandon DeFazio   | Utica Comets       | Riassegnato |
| A        | Nicklas Jensen    | Utica Comets       | Riassegnato |
| D        | Bobby Sanguinetti | Utica Comets       | Riassegnato |
| A        | Kellan Lain       | Edmonton Oilers    | Scambio     |
| A        | Alexandre Mallet  | New York Islanders | Scambio a   |
| A        | Nicklas Jensen    | Utica Comets       | Riassegnato |
| D        | Frank Corrado     | Utica Comets       | Riassegnato |
| D        | Alex Biega        | Utica Comets       | Riassegnato |
| A        | Tom Sestito       | Utica Comets       | Assegnato   |
| D        | Bobby Sanguinetti | Utica Comets       | Riassegnato |
| D        | Gustav Forsling   | Chicago Blackhawks | Scambio     |

- a. I Canucks cedono anche la scelta del terzo giro all'Entry Draft 2016.

### Scelte all'Entry Draft
Aggiornato al 9 settembre 2014
Legenda: P=Portiere; D=Difensore; A=Attacco
| Rd | Nr  | Nome             | Naz                    | Ruolo | Squadra                      |
| -- | --- | ---------------- | ---------------------- | ----- | ---------------------------- |
| 1  | 9   | Jake Virtanen    | Canada (bandiera)      | A     | Calgary Hitmen (WHL)         |
| 1  | 24x | Jared McCann     | Canada (bandiera)      | A     | S.S. Marie Greyhounds (OHL)  |
| 2  | 36  | Thatcher Demko   | Stati Uniti (bandiera) | P     | Boston College Eagles (NCAA) |
| 3  | 66  | Nikita Tryamkin  | Russia (bandiera)      | D     | Avtomobilist (KHL)           |
| 5  | 146 | Gustav Forsling  | Svezia (bandiera)      | D     | Linköping (SHL)              |
| 6  | 156 | Kyle Pettit      | Canada (bandiera)      | A     | Erie Otters (OHL)            |
| 7  | 186 | Mackenze Stewart | Canada (bandiera)      | D     | Prince Albert Raiders (WHL)  |

- x. Ricevuta dai Anaheim Ducks nello scambio di Ryan Kesler.[14]

## Roster
Aggiornato al 2 febbraio 2015
| N. | Naz.                   | Ruolo | Nome              | Anno | Alt. | Peso | Tiro |
| -- | ---------------------- | ----- | ----------------- | ---- | ---- | ---- | ---- |
| 30 | Stati Uniti (bandiera) | P     | Ryan Miller       | 1980 | 191  | 79   | L    |
| 31 | Svezia (bandiera)      | P     | Eddie Lack        | 1988 | 193  | 83   | L    |
| 2  | Canada (bandiera)      | D     | Dan Hamhuis       | 1982 | 188  | 94   | L    |
| 3  | Canada (bandiera)      | D     | Kevin Bieksa - A  | 1981 | 185  | 89   | R    |
| 5  | Svizzera (bandiera)    | D     | Luca Sbisa        | 1990 | 188  | 93   | L    |
| 6  | Svizzera (bandiera)    | D     | Yannick Weber     | 1988 | 180  | 91   | R    |
| 8  | Stati Uniti (bandiera) | D     | Christopher Tanev | 1989 | 188  | 84   | L    |
| 18 | Stati Uniti (bandiera) | D     | Ryan Stanton      | 1989 | 185  | 86   | L    |
| 23 | Svezia (bandiera)      | D     | Alexander Edler   | 1986 | 193  | 97   | L    |
| 26 | Canada (bandiera)      | D     | Frank Corrado     | 1993 | 185  | 87   | R    |
| 44 | Stati Uniti (bandiera) | D     | Adam Clendening   | 1992 | 183  | 88   | R    |
| 7  | Canada (bandiera)      | A     | Linden Vey        | 1991 | 180  | 81   | R    |
| 9  | Canada (bandiera)      | A     | Zack Kassian      | 1991 | 191  | 97   | R    |
| 13 | Stati Uniti (bandiera) | A     | Nick Bonino       | 1988 | 185  | 86   | L    |
| 14 | Canada (bandiera)      | A     | Alexandre Burrows | 1981 | 185  | 85   | L    |
| 15 | Canada (bandiera)      | A     | Brad Richardson   | 1985 | 180  | 81   | L    |
| 17 | Rep. Ceca (bandiera)   | A     | Radim Vrbata      | 1981 | 185  | 86   | R    |
| 20 | Stati Uniti (bandiera) | A     | Chris Higgins     | 1983 | 183  | 93   | L    |
| 22 | Svezia (bandiera)      | A     | Daniel Sedin - A  | 1980 | 185  | 84   | L    |
| 27 | Canada (bandiera)      | A     | Shawn Matthias    | 1988 | 191  | 96   | L    |
| 33 | Svezia (bandiera)      | A     | Henrik Sedin - C  | 1980 | 188  | 85   | L    |
| 36 | Danimarca (bandiera)   | A     | Jannik Hansen     | 1986 | 185  | 88   | R    |
| 41 | Lettonia (bandiera)    | A     | Ronalds Kenins    | 1991 | 183  | 91   | L    |
| 51 | Canada (bandiera)      | A     | Derek Dorsett     | 1986 | 183  | 87   | R    |
| 53 | Canada (bandiera)      | A     | Bo Horvat         | 1995 | 183  | 92   | L    |

Legenda:

P = Portiere, D = Difensore, A = Attaccante, L = sinistra, R = destra

## Staff Tecnico
| Allenatore:              | Willie Desjardins |
| Assistente allenatore:   | Glen Gulutzan     |
| Assistente allenatore:   | Doug Lidster      |
| Assistente allenatore:   | Perry Pearn       |
| Allenatore dei portieri: | Roland Melanson   |
| Video Coach:             | Ben Cooper        |

## Statistiche

### Squadra
Aggiornato al 10 febbraio 2015
| Competizione | Stagione regolare | Stagione regolare | Stagione regolare | Stagione regolare | Stagione regolare | Stagione regolare | Stagione regolare | Stagione regolare | Playoff | Playoff | Playoff | Playoff | Playoff |
| Competizione | Pti               | PG                | V                 | S                 | VOT               | SOT               | GF                | GS                | PG      | V       | P       | GF      | GS      |
| ------------ | ----------------- | ----------------- | ----------------- | ----------------- | ----------------- | ----------------- | ----------------- | ----------------- | ------- | ------- | ------- | ------- | ------- |
| NHL          | 61                | 52                | 23                | 20                | 9                 | 3                 | 143               | 131               | -       | -       | -       | -       | -       |

### Giocatori
Aggiornato al 10 febbraio 2015
| Giocatore         | Stagione regolare | Stagione regolare | Stagione regolare | Stagione regolare | Stagione regolare | Stagione regolare | Playoff | Playoff | Playoff | Playoff | Playoff |
| Giocatore         | P                 | G                 | A                 | Pti               | +/-               | PIM               | P       | G       | A       | Pti     | PIM     |
| ----------------- | ----------------- | ----------------- | ----------------- | ----------------- | ----------------- | ----------------- | ------- | ------- | ------- | ------- | ------- |
| Daniel Sedin      | 52                | 11                | 33                | 44                | 0                 | 12                | -       | -       | -       | -       | -       |
| Henrik Sedin      | 52                | 9                 | 35                | 44                | +5                | 10                | -       | -       | -       | -       | -       |
| Radim Vrbata      | 49                | 20                | 18                | 38                | +2                | 12                | -       | -       | -       | -       | -       |
| Nick Bonino       | 52                | 11                | 14                | 25                | +2                | 18                | -       | -       | -       | -       | -       |
| Alexandre Burrows | 47                | 12                | 11                | 23                | -3                | 36                | -       | -       | -       | -       | -       |
| Chris Higgins     | 51                | 7                 | 14                | 21                | +6                | 12                | -       | -       | -       | -       | -       |
| Brad Richardson   | 43                | 8                 | 11                | 19                | -2                | 34                | -       | -       | -       | -       | -       |
| Jannik Hansen     | 51                | 10                | 8                 | 18                | -2                | 14                | -       | -       | -       | -       | -       |
| Linden Vey        | 48                | 7                 | 11                | 18                | +1                | 10                | -       | -       | -       | -       | -       |
| Shawn Matthias    | 50                | 10                | 7                 | 17                | -5                | 14                | -       | -       | -       | -       | -       |
| Alex Edler        | 52                | 5                 | 12                | 17                | +6                | 40                | -       | -       | -       | -       | -       |
| Derek Dorsett     | 49                | 5                 | 10                | 15                | +2                | 128               | -       | -       | -       | -       | -       |
| Christopher Tanev | 50                | 2                 | 11                | 13                | +8                | 8                 | -       | -       | -       | -       | -       |
| Bo Horvat         | 38                | 5                 | 7                 | 12                | 0                 | 8                 | -       | -       | -       | -       | -       |
| Yannick Weber     | 40                | 4                 | 7                 | 11                | +2                | 14                | -       | -       | -       | -       | -       |
| Dan Hamhuis       | 30                | 0                 | 11                | 11                | -3                | 19                | -       | -       | -       | -       | -       |
| Kevin Bieksa      | 45                | 3                 | 6                 | 9                 | -4                | 63                | -       | -       | -       | -       | -       |
| Ryan Stanton      | 38                | 2                 | 7                 | 9                 | +7                | 31                | -       | -       | -       | -       | -       |
| Zack Kassian      | 28                | 4                 | 4                 | 8                 | -9                | 39                | -       | -       | -       | -       | -       |
| Luca Sbisa        | 46                | 3                 | 2                 | 5                 | -9                | 26                | -       | -       | -       | -       | -       |
| Ronalds Kenins    | 4                 | 2                 | 0                 | 2                 | +2                | 2                 | -       | -       | -       | -       | -       |
| Frank Corrado     | 7                 | 1                 | 0                 | 1                 | -4                | 0                 | -       | -       | -       | -       | -       |
| Adam Clendening   | 4                 | 0                 | 1                 | 1                 | +2                | 2                 | -       | -       | -       | -       | -       |
| Tom Sestito       | 3                 | 0                 | 1                 | 1                 | +1                | 7                 | -       | -       | -       | -       | -       |
| Nicklas Jensen    | 5                 | 0                 | 0                 | 0                 | -1                | 0                 | -       | -       | -       | -       | -       |
| Brandon Defazio   | 2                 | 0                 | 0                 | 0                 | 0                 | 0                 | -       | -       | -       | -       | -       |

### Portieri
Aggiornato al 10 febbraio 2015
| Giocatore   | Stagione regolare | Stagione regolare | Stagione regolare | Stagione regolare | Stagione regolare | Stagione regolare | Stagione regolare | Stagione regolare | Stagione regolare | Stagione regolare | Stagione regolare | Playoff | Playoff | Playoff | Playoff | Playoff | Playoff | Playoff | Playoff | Playoff | Playoff |
| Giocatore   | PG                | V                 | P                 | OT                | T                 | GA                | SV                | GAA               | %SV               | SH                | PMI               | PG      | V       | P       | T       | GA      | SV      | GAA     | %SV     | SH      | PMI     |
| ----------- | ----------------- | ----------------- | ----------------- | ----------------- | ----------------- | ----------------- | ----------------- | ----------------- | ----------------- | ----------------- | ----------------- | ------- | ------- | ------- | ------- | ------- | ------- | ------- | ------- | ------- | ------- |
| Ryan Miller | 40                | 25                | 14                | 1                 | 1069              | 93                | 976               | 2.45              | .913              | 6                 | 0                 | -       | -       | -       | -       | -       | -       | -       | -       | -       | -       |
| Eddie Läck  | 16                | 4                 | 6                 | 2                 | 415               | 35                | 380               | 2.47              | .916              | 1                 | 0                 | -       | -       | -       | -       | -       | -       | -       | -       | -       | -       |

## Risultati

### Partite di preparazione
Legenda:PP = Gol in superiorità numerica; SH = Gol in inferiorità numerica; EN = Gol a porta vuota; PS = Gol su tiro di rigore
| Vancouver 23 settembre 2014 #1                                                               | San Jose Sharks | 2 – 4 (0-1, 2-1, 0-2) referto                       | Vancouver Canucks | Rogers Arena (13 650 spett.) |
| Burns 36:07 (PP) Marleau 38:00 Marcatori 07:51 Subban 36:57 Shinkaruk 51:33 Horvat 59:35 Vey |                 |                                                     |                   |                              |
|                                                                                              |                 |                                                     |                   |                              |
| Burns 36:07 (PP) Marleau 38:00                                                               | Marcatori       | 07:51 Subban 36:57 Shinkaruk 51:33 Horvat 59:35 Vey |                   |                              |

| Stockton 23 settembre 2014 #2                              | Vancouver Canucks | 2 – 5 (0-0, 0-3, 2-2) referto      | San Jose Sharks | Stockton Arena (6 810 spett.) |
| Bonino Jensen Marcatori Thornton Goodrow Goldobin Pavelski |                   |                                    |                 |                               |
|                                                            |                   |                                    |                 |                               |
| Bonino Jensen                                              | Marcatori         | Thornton Goodrow Goldobin Pavelski |                 |                               |

| Calgary 25 settembre 2014 #3                                            | Vancouver Canucks | 3 – 1 (0-0, 2-1, 1-0) referto | Calgary Flames | Scotiabank Saddledome (19 289 spett.) |
| Higgins 22:45 Jensen 33:26 Shinkaruk 49:49 Marcatori 37:07 (PP) Monahan |                   |                               |                |                                       |
|                                                                         |                   |                               |                |                                       |
| Higgins 22:45 Jensen 33:26 Shinkaruk 49:49                              | Marcatori         | 37:07 (PP) Monahan            |                |                                       |

| Vancouver 26 settembre 2014 #4                               | Calgary Flames | 0 – 3 (0-0, 0-2, 0-1) referto                      | Vancouver Canucks | Rogers Arena (18 482 spett.) |
| Marcatori 27:27 (PP) Vey 30:32 (PP) Hansen 42:06 (PP) Vrbata |                |                                                    |                   |                              |
|                                                              |                |                                                    |                   |                              |
|                                                              | Marcatori      | 27:27 (PP) Vey 30:32 (PP) Hansen 42:06 (PP) Vrbata |                   |                              |

| Vancouver 29 settembre 2014 #5                                                                   | Arizona Coyotes | 4 – 2 (1-1, 2-0, 1-1) referto   | Vancouver Canucks | Rogers Arena (18 050 spett.) |
| Vitale 12:02 McMillan 30:55 Doan 38:45 (PP) Moss 38:19 Marcatori 04:43 Dorsett 51:00 (PP) Vrbata |                 |                                 |                   |                              |
|                                                                                                  |                 |                                 |                   |                              |
| Vitale 12:02 McMillan 30:55 Doan 38:45 (PP) Moss 38:19                                           | Marcatori       | 04:43 Dorsett 51:00 (PP) Vrbata |                   |                              |

| Edmonton 2 ottobre 2014 #6                            | Vancouver Canucks | 2 – 1 (0-1, 2-0, 0-0) referto | Edmonton Oilers | JRexall Place (16 839 spett.) |
| Bonino 30:49 (SH) Edler 14:57 Marcatori 18:41 Purcell |                   |                               |                 |                               |
|                                                       |                   |                               |                 |                               |
| Bonino 30:49 (SH) Edler 14:57                         | Marcatori         | 18:41 Purcell                 |                 |                               |

| Vancouver 4 ottobre 2014 #7                                                   | Edmonton Oilers | 2 – 3 (0-2, 2-1, 0-0) referto             | Vancouver Canucks | Rogers Arena (18 802 spett.) |
| Jakupov 05:07 Acton 38:03 Marcatori 01:19 Higgins 03:26 D. Sedin 31:33 Vrbata |                 |                                           |                   |                              |
|                                                                               |                 |                                           |                   |                              |
| Jakupov 05:07 Acton 38:03                                                     | Marcatori       | 01:19 Higgins 03:26 D. Sedin 31:33 Vrbata |                   |                              |

### Regular season
Legenda:PP = Gol in superiorità numerica; SH = Gol in inferiorità numerica; EN = Gol a porta vuota; PS = Gol su tiro di rigore

#### Ottobre
| Calgary 8 ottobre 2014 #1                                                                            | Vancouver Canucks | 4 – 2 (1-0, 2-2, 1-0) referto | Calgary Flames | Scotiabank Saddledome (19 289 spett.) |
| Burrows 11:55 (PP) Kassian 25:16 Vrbata 31:07 H. Sedin 58:44 (EN) Marcatori 24:08 Byron 33:19 Hudler |                   |                               |                |                                       |
| |                   |                               |                |                                       |
| Burrows 11:55 (PP) Kassian 25:16 Vrbata 31:07 H. Sedin 58:44 (EN)                                    | Marcatori         | 24:08 Byron 33:19 Hudler      |                |                                       |

| Vancouver 11 ottobre 2014 #2 | Edmonton Oilers | 4 – 5 (SO) (2-1, 2-2, 0-1, 0-0, 0-1) referto                 | Vancouver Canucks | Rogers Arena (18 870 spett.) |
| Hunt 05:41 (PP) Arcobello 10:31 Jakupov 22:22 Joensuu 28:36 (SH) Marcatori 19:50 H. Sedin 24:26 Bonino 30:48 (PP) Vrbata 47:06 (PP) Vey Eberle Perron Pouliot Shootout 0 – 1 Bonino Vrbata Higgins |                 |                                                              |                   |                              |
| |                 |                                                              |                   |                              |
| Hunt 05:41 (PP) Arcobello 10:31 Jakupov 22:22 Joensuu 28:36 (SH) | Marcatori       | 19:50 H. Sedin 24:26 Bonino 30:48 (PP) Vrbata 47:06 (PP) Vey |                   |                              |
| Eberle Perron Pouliot | Shootout 0 – 1  | Bonino Vrbata Higgins                                        |                   |                              |

| Edmonton 17 ottobre 2014 #3                | Vancouver Canucks | 2 – 0 (0-0, 1-0, 1-0) referto | Edmonton Oilers | JRexall Place (16 839 spett.) |
| Vrbata 35:49 D. Sedin 59:45 (EN) Marcatori |                   |                               |                 |                               |
|                                            |                   |                               |                 |                               |
| Vrbata 35:49 D. Sedin 59:45 (EN)           | Marcatori         |                               |                 |                               |

| Vancouver 18 ottobre 2014 #4                                                                   | Tampa Bay Lightning | 4 – 2 (2-1, 1-1, 1-0) referto  | Vancouver Canucks | Rogers Arena (18 647 spett.) |
| Stamkos 00:53 08:26 Callahan 36:48 (PP) Killorn 46:04 Marcatori 07:15 Higgins 22:42 (PP) Edler |                     |                                |                   |                              |
|                                                                                                |                     |                                |                   |                              |
| Stamkos 00:53 08:26 Callahan 36:48 (PP) Killorn 46:04                                          | Marcatori           | 07:15 Higgins 22:42 (PP) Edler |                   |                              |

| Dallas 21 ottobre 2014 #5                                                                                                 | Vancouver Canucks | 3 – 6 (0-3, 2-3, 1-0) referto                                           | Dallas Stars | American Airlines Center (15 678 spett.) |
| Vrbata 23:39 Kassian 33:55 Hansen 46:45 Marcatori 04:08 Garbutt 17:46 (PP) 24:44 Cole 19:17 Seguin 20:48 Benn 21:17 Eakin |                   |                                                                         |              |                                          |
| |                   |                                                                         |              |                                          |
| Vrbata 23:39 Kassian 33:55 Hansen 46:45                                                                                   | Marcatori         | 04:08 Garbutt 17:46 (PP) 24:44 Cole 19:17 Seguin 20:48 Benn 21:17 Eakin |              |                                          |

| St. Louis 23 ottobre 2014 #6                                                                 | Vancouver Canucks | 4 – 1 (1-0, 0-1, 3-0) referto | St. Louis Blues | Scottrade Center (16 099 spett.) |
| Higgins 00:41 Bonino 44:54 Vey 51:57 (PP) Hansen 56:59 (EN) Marcatori 27:38 (PP) Shattenkirk |                   |                               |                 |                                  |
|                                                                                              |                   |                               |                 |                                  |
| Higgins 00:41 Bonino 44:54 Vey 51:57 (PP) Hansen 56:59 (EN)                                  | Marcatori         | 27:38 (PP) Shattenkirk        |                 |                                  |

| Denver 24 ottobre 2014 #7 | Vancouver Canucks | 3 – 7 (2-1, 0-2, 1-4) referto                                                                 | Colorado Avalanche | Pepsi Center (17 119 spett.) |
| H. Sedin 00:10 Burrows 17:23 D. Sedin 50:09 Marcatori 14:28 59:16 Iginla 26:06 McGinn 28:48 (PP) Johnson 42:05 Briere 45:55 Duchene 52:56 Landeskog |                   |                                                                                               |                    |                              |
| |                   |                                                                                               |                    |                              |
| H. Sedin 00:10 Burrows 17:23 D. Sedin 50:09 | Marcatori         | 14:28 59:16 Iginla 26:06 McGinn 28:48 (PP) Johnson 42:05 Briere 45:55 Duchene 52:56 Landeskog |                    |                              |

| Vancouver 26 ottobre 2014 #8                                                                               | Washington Capitals | 2 – 4 (0-0, 2-3, 0-1) referto                                      | Vancouver Canucks | Rogers Arena (18 427 spett.) |
| Johansson 25:28 O'Brien 37:18 Marcatori 34:00 (PP) H. Sedin 35:22 Bonino 35:47 Sbisa 58:59 (PP, EN) Vrbata |                     |                                                                    |                   |                              |
| |                     |                                                                    |                   |                              |
| Johansson 25:28 O'Brien 37:18                                                                              | Marcatori           | 34:00 (PP) H. Sedin 35:22 Bonino 35:47 Sbisa 58:59 (PP, EN) Vrbata |                   |                              |

| Vancouver 28 ottobre 2014 #9                                                   | Carolina Hurricanes | 1 – 4 (0-1, 0-2, 1-1) referto                           | Vancouver Canucks | Rogers Arena (18 234 spett.) |
| Tlusty 51:05 Marcatori 01:32 59:43 (EN) Richardson 20:50 (PP) Vey 38:39 Hansen |                     |                                                         |                   |                              |
|                                                                                |                     |                                                         |                   |                              |
| Tlusty 51:05                                                                   | Marcatori           | 01:32 59:43 (EN) Richardson 20:50 (PP) Vey 38:39 Hansen |                   |                              |

| Vancouver 30 ottobre 2014 #10                                                                 | Montreal Canadiens | 2 – 3 (d.t.s.) (0-0, 0-1, 2-1, 0-1) referto       | Vancouver Canucks | Rogers Arena (18 870 spett.) |
| Galchenyuk 52:11 Pacioretty 57:27 Marcatori 28:29 Bonino 42:17 Richardson 62:45 (PP) D. Sedin |                    |                                                   |                   |                              |
|                                                                                               |                    |                                                   |                   |                              |
| Galchenyuk 52:11 Pacioretty 57:27                                                             | Marcatori          | 28:29 Bonino 42:17 Richardson 62:45 (PP) D. Sedin |                   |                              |

#### Novembre
| Edmonton 1 novembre 2014 #11                                                 | Vancouver Canucks | 3 – 2 (1-1, 1-1, 1-0) referto | Edmonton Oilers | JRexall Place (16 839 spett.) |
| Sbisa 19:13 Vey 36:37 Dorsett 44:05 (SH) Marcatori 12:39 Eberle 37:41 Perron |                   |                               |                 |                               |
|                                                                              |                   |                               |                 |                               |
| Sbisa 19:13 Vey 36:37 Dorsett 44:05 (SH)                                     | Marcatori         | 12:39 Eberle 37:41 Perron     |                 |                               |

| Vancouver 2 novembre 2014 #12                                     | Nashville Predators | 3 – 1 (0-1, 1-0, 2-0) referto | Vancouver Canucks | Rogers Arena (18 395 spett.) |
| Forsberg 21:38 (PP) 46:42 Wilson 58:27 Marcatori 11:10 (PP) Edler |                     |                               |                   |                              |
|                                                                   |                     |                               |                   |                              |
| Forsberg 21:38 (PP) 46:42 Wilson 58:27                            | Marcatori           | 11:10 (PP) Edler              |                   |                              |

| Denver 4 novembre 2014 #13                                                                           | Vancouver Canucks | 5 – 2 (0-2, 1-0, 4-0) referto | Colorado Avalanche | Pepsi Center (13 221 spett.) |
| H. Sedin 39:56 Dorsett 42:27 Bonino 44:47 49:16 Matthias 53:10 Marcatori 01:15 Mitchell 16:33 McGinn |                   |                               |                    |                              |
| |                   |                               |                    |                              |
| H. Sedin 39:56 Dorsett 42:27 Bonino 44:47 49:16 Matthias 53:10                                       | Marcatori         | 01:15 Mitchell 16:33 McGinn   |                    |                              |

| San Jose 6 novembre 2014 #14                                                           | Vancouver Canucks | 3 – 2 (1-1, 2-1, 0-0) referto     | San Jose Sharks | SAP Center at San Jose (17 562 spett.) |
| Vrbata 19:52 Edler 32:45 (PP) Bonino 37:20 Marcatori 10:26 Sheppard 30:43 (PP) Couture |                   |                                   |                 |                                        |
|                                                                                        |                   |                                   |                 |                                        |
| Vrbata 19:52 Edler 32:45 (PP) Bonino 37:20                                             | Marcatori         | 10:26 Sheppard 30:43 (PP) Couture |                 |                                        |

| Los Angeles 8 novembre 2014 #15                                                             | Vancouver Canucks | 1 – 5 (0-3, 0-1, 1-1) referto                                       | Los Angeles Kings | Staples Center (18 230 spett.) |
| Higgins 52:07 Marcatori 09:43 Gaborik 14:42 Muzzin 18:11 Kopitar 30:00 Toffoli 42:29 Carter |                   |                                                                     |                   |                                |
|                                                                                             |                   |                                                                     |                   |                                |
| Higgins 52:07                                                                               | Marcatori         | 09:43 Gaborik 14:42 Muzzin 18:11 Kopitar 30:00 Toffoli 42:29 Carter |                   |                                |

| Anaheim 9 novembre 2014 #16                                                                         | Vancouver Canucks | 2 – 1 (SO) (0-0, 1-1, 0-0, 0-0, 1-0) referto | Anaheim Ducks | Honda Center (16 749 spett.) |
| Higgins 31:49 Marcatori 22:37 (PP) Vatanen Bonino Higgins Shootout 0 – 1 Getzlaf Silfverberg Kesler |                   |                                              |               |                              |
| |                   |                                              |               |                              |
| Higgins 31:49                                                                                       | Marcatori         | 22:37 (PP) Vatanen                           |               |                              |
| Bonino Higgins                                                                                      | Shootout 0 – 1    | Getzlaf Silfverberg Kesler                   |               |                              |

| Vancouver 11 novembre 2014 #17                                                                            | Ottawa Senators | 3 – 4 (d.t.s.) (0-0, 2-2, 1-1, 0-1) referto              | Vancouver Canucks | Rogers Arena (18 775 spett.) |
| Hoffman 30:02 Turris 37:53 Stone 48:42 Marcatori 26:13 Matthias 36:17 Burrows 45:36 Bieksa 64:05 D. Sedin |                 |                                                          |                   |                              |
| |                 |                                                          |                   |                              |
| Hoffman 30:02 Turris 37:53 Stone 48:42                                                                    | Marcatori       | 26:13 Matthias 36:17 Burrows 45:36 Bieksa 64:05 D. Sedin |                   |                              |

| Vancouver 14 novembre 2014 #18                                  | Arizona Coyotes | 5 – 0 (1-0, 3-0, 1-0) referto | Vancouver Canucks | Rogers Arena (18 708 spett.) |
| Hanzal 14:56 35:25 35:34 Doan 39:57 Yandle 57:37 (PP) Marcatori |                 |                               |                   |                              |
|                                                                 |                 |                               |                   |                              |
| Hanzal 14:56 35:25 35:34 Doan 39:57 Yandle 57:37 (PP)           | Marcatori       |                               |                   |                              |

| Edmonton 19 novembre 2014 #19 | Vancouver Canucks | 5 – 4 (1-0, 3-3, 1-1) referto                                  | Edmonton Oilers | JRexall Place (16 839 spett.) |
| Hansen 15:41 (SH) Vrbata 22:02 (PP) 37:10 (PP) Higgins 29:39 Weber 51:32 Marcatori 24:43 Pinizzotto 31:43 (PP) Purcell 31:43 Gordon 46:21 Ference |                   |                                                                |                 |                               |
| |                   |                                                                |                 |                               |
| Hansen 15:41 (SH) Vrbata 22:02 (PP) 37:10 (PP) Higgins 29:39 Weber 51:32                                                                          | Marcatori         | 24:43 Pinizzotto 31:43 (PP) Purcell 31:43 Gordon 46:21 Ference |                 |                               |

| Vancouver 20 novembre 2014 #20 | Anaheim Ducks  | 4 – 3 (SO) (2-0, 0-3, 1-0, 0-0, 1-0) referto | Vancouver Canucks | Rogers Arena (18 870 spett.) |
| Cogliano 00:37 Getzlaf 13:10 Beleskey 51:52 Marcatori 23:08 Horvat 31:18 Hansen 31:48 Vrbata Perry Kesler Silfverberg Shootout 2 – 0 Bonino Vrbata |                |                                              |                   |                              |
| |                |                                              |                   |                              |
| Cogliano 00:37 Getzlaf 13:10 Beleskey 51:52 | Marcatori      | 23:08 Horvat 31:18 Hansen 31:48 Vrbata       |                   |                              |
| Perry Kesler Silfverberg | Shootout 2 – 0 | Bonino Vrbata                                |                   |                              |

| Vancouver 23 novembre 2014 #21                                      | Chicago Blackhawks | 1 – 4 (0-1, 1-0, 0-3) referto         | Vancouver Canucks | Rogers Arena (18 663 spett.) |
| Versteeg 27:55 (PP) Marcatori 13:13 46:24 59:17 Hansen 57:36 Vrbata |                    |                                       |                   |                              |
|                                                                     |                    |                                       |                   |                              |
| Versteeg 27:55 (PP)                                                 | Marcatori          | 13:13 46:24 59:17 Hansen 57:36 Vrbata |                   |                              |

| Vancouver 25 novembre 2014 #22         | New Jersey Devils | 0 – 2 (0-0, 0-1, 0-1) referto | Vancouver Canucks | Rogers Arena (18 606 spett.) |
| Marcatori 21:14 Burrows 54:37 Matthias |                   |                               |                   |                              |
|                                        |                   |                               |                   |                              |
|                                        | Marcatori         | 21:14 Burrows 54:37 Matthias  |                   |                              |

| Columbus 28 novembre 2014 #23                                                             | Vancouver Canucks | 5 – 0 (0-0, 1-0, 4-0) referto | Columbus Blue Jackets | Nationwide Arena (14 121 spett.) |
| Higgins 35:25 H. Sedin 40:48 Matthias 51:49 Richardson 54:38 (EN) Burrows 57:26 Marcatori |                   |                               |                       |                                  |
|                                                                                           |                   |                               |                       |                                  |
| Higgins 35:25 H. Sedin 40:48 Matthias 51:49 Richardson 54:38 (EN) Burrows 57:26           | Marcatori         |                               |                       |                                  |

| Detroit 30 novembre 2014 #24                                                                                                 | Vancouver Canucks | 3 – 5 (0-2, 1-1, 2-2) referto                                                  | Detroit Red Wings | Joe Louis Arena (20 027 spett.) |
| Vey 22:37 (PP) 56:10 Matthias 52:26 Marcatori 03:15 Kronwall 11:16 (PP) Nyquist 34:24 (PP) 59:10 (EN) Datsyuk 53:36 DeKeyser |                   |                                                                                |                   |                                 |
| |                   |                                                                                |                   |                                 |
| Vey 22:37 (PP) 56:10 Matthias 52:26                                                                                          | Marcatori         | 03:15 Kronwall 11:16 (PP) Nyquist 34:24 (PP) 59:10 (EN) Datsyuk 53:36 DeKeyser |                   |                                 |

#### Dicembre
| Washington 2 dicembre 2014 #25                                                                           | Vancouver Canucks | 4 – 3 (1-0, 2-2, 1-1) referto   | Washington Capitals | Verizon Center (18 506 spett.) |
| Dorsett 17:58 D. Sedin 30:01 (PP) 49:39 (PP) Vrbata 32:47 (PP) Marcatori 22:45 34:43 Carlson 44:39 Laich |                   |                                 |                     |                                |
| |                   |                                 |                     |                                |
| Dorsett 17:58 D. Sedin 30:01 (PP) 49:39 (PP) Vrbata 32:47 (PP)                                           | Marcatori         | 22:45 34:43 Carlson 44:39 Laich |                     |                                |

| Pittsburgh 4 dicembre 2014 #26                       | Vancouver Canucks | 3 – 0 (1-0, 2-0, 0-0) referto | Pittsburgh Penguins | Consol Energy Center (18 387 spett.) |
| Richardson 08:33 31:34 (SH) Matthias 33:54 Marcatori |                   |                               |                     |                                      |
|                                                      |                   |                               |                     |                                      |
| Richardson 08:33 31:34 (SH) Matthias 33:54           | Marcatori         |                               |                     |                                      |

| Toronto 6 dicembre 2014 #27                                                                                   | Vancouver Canucks | 2 – 5 (0-2, 1-2, 1-1) referto                                            | Toronto Maple Leafs | Air Canada Centre (19 346 spett.) |
| D. Sedin 35:21 Tanev 48:45 Marcatori 15:47 Gardiner 16:32 Panik 24:16 Holland 25:39 Lupul 57:39 (EN) Clarkson |                   |                                                                          |                     |                                   |
| |                   |                                                                          |                     |                                   |
| D. Sedin 35:21 Tanev 48:45                                                                                    | Marcatori         | 15:47 Gardiner 16:32 Panik 24:16 Holland 25:39 Lupul 57:39 (EN) Clarkson |                     |                                   |

| Ottawa 7 dicembre 2014 #28                                                                                   | Vancouver Canucks | 3 – 4 (d.t.s.) (2-0, 1-3, 0-0, 0-1) referto             | Ottawa Senators | Scotiabank Place (16 870 spett.) |
| Vrbata 06:10 Bieksa 07:15 Richardson 25:02 Marcatori 30:53 (PP) Legwand 34:12 38:58 Zibanejad 61:21 Karlsson |                   |                                                         |                 |                                  |
| |                   |                                                         |                 |                                  |
| Vrbata 06:10 Bieksa 07:15 Richardson 25:02                                                                   | Marcatori         | 30:53 (PP) Legwand 34:12 38:58 Zibanejad 61:21 Karlsson |                 |                                  |

| Montreal 9 dicembre 2014 #28                                                      | Vancouver Canucks | 1 – 3 (0-0, 1-1, 0-2) referto                        | Montreal Canadiens | Centre Bell (21 286 spett.) |
| Dorsett 31:56 (SH) Marcatori 26:56 Gallagher 55:44 Plekanec 59:59 (EN) Pacioretty |                   |                                                      |                    |                             |
|                                                                                   |                   |                                                      |                    |                             |
| Dorsett 31:56 (SH)                                                                | Marcatori         | 26:56 Gallagher 55:44 Plekanec 59:59 (EN) Pacioretty |                    |                             |

| Vancouver 13 dicembre 2014 #30                                                        | New York Rangers | 5 – 1 (3-0, 2-0, 0-1) referto | Vancouver Canucks | Rogers Arena (18 870 spett.) |
| McDonagh 02:36 Miller 03:19 Zuccarello 06:46 37:39 Staal 27:17 Marcatori 44:20 Bonino |                  |                               |                   |                              |
|                                                                                       |                  |                               |                   |                              |
| McDonagh 02:36 Miller 03:19 Zuccarello 06:46 37:39 Staal 27:17                        | Marcatori        | 44:20 Bonino                  |                   |                              |

| Vancouver 17 dicembre 2014 #31              | Dallas Stars | 2 – 0 (0-0, 1-0, 1-0) referto | Vancouver Canucks | Rogers Arena (18 755 spett.) |
| Sceviour 22:53 Roussel 59:34 (EN) Marcatori |              |                               |                   |                              |
|                                             |              |                               |                   |                              |
| Sceviour 22:53 Roussel 59:34 (EN)           | Marcatori    |                               |                   |                              |

| Vancouver 20 dicembre 2014 #32                                                      | Calgary Flames | 2 – 3 (d.t.s.) (0-2, 1-0, 1-0, 0-1) referto    | Vancouver Canucks | Rogers Arena (18 747 spett.) |
| Jones 32:29 Gaudreau 47:05 Marcatori 04:40 (EN) Weber 09:24 (PP) Vrbata 60:18 Tanev |                |                                                |                   |                              |
|                                                                                     |                |                                                |                   |                              |
| Jones 32:29 Gaudreau 47:05                                                          | Marcatori      | 04:40 (EN) Weber 09:24 (PP) Vrbata 60:18 Tanev |                   |                              |

| Vancouver 22 dicembre 2014 #33 | Arizona Coyotes | 1 – 7 (0-3, 1-2, 0-2) referto                                                                                | Vancouver Canucks | Rogers Arena (18 794 spett.) |
| Ekman-Larsson 35:03 (PP) Marcatori 06:34 32:19 (PP) Burrows 17:17 Bieksa 19:18 D. Sedin 21:41 Richardson 45:03 (PP) Higgins 49:33 (PP) Matthias |                 | |                   |                              |
| |                 | |                   |                              |
| Ekman-Larsson 35:03 (PP) | Marcatori       | 06:34 32:19 (PP) Burrows 17:17 Bieksa 19:18 D. Sedin 21:41 Richardson 45:03 (PP) Higgins 49:33 (PP) Matthias |                   |                              |

| Anaheim 28 dicembre 2014 #34                        | Vancouver Canucks | 1 – 2 (d.t.s.) (0-0, 1-0, 0-1, 0-1) referto | Anaheim Ducks | Honda Center (17 374 spett.) |
| Weber 22:04 Marcatori 46:52 Beauchemin 62:42 Fowler |                   |                                             |               |                              |
|                                                     |                   |                                             |               |                              |
| Weber 22:04                                         | Marcatori         | 46:52 Beauchemin 62:42 Fowler               |               |                              |

| San Jose 30 dicembre 2014 #35                                        | Vancouver Canucks | 3 – 1 (1-0, 2-1, 0-0) referto | San Jose Sharks | SAP Center at San Jose (17 562 spett.) |
| Horvat 03:08 Hansen 23:05 Vrbata 27:09 Marcatori 24:36 (PS) Thornton |                   |                               |                 |                                        |
|                                                                      |                   |                               |                 |                                        |
| Horvat 03:08 Hansen 23:05 Vrbata 27:09                               | Marcatori         | 24:36 (PS) Thornton           |                 |                                        |

#### Gennaio
| Vancouver 1 gennaio 2015 #36                                                         | Los Angeles Kings | 3 – 2 (0-1, 1-1, 2-0) referto   | Vancouver Canucks | Rogers Arena (18 870 spett.) |
| King 34:39 Williams 57:53 (PP) Stoll 58:46 Marcatori 12:18 (PP) Burrows 23:39 Vrbata |                   |                                 |                   |                              |
|                                                                                      |                   |                                 |                   |                              |
| King 34:39 Williams 57:53 (PP) Stoll 58:46                                           | Marcatori         | 12:18 (PP) Burrows 23:39 Vrbata |                   |                              |

| Vancouver 3 gennaio 2015 #37                                                            | Detroit Red Wings | 1 – 4 (0-0, 0-1, 1-3) referto                                     | Vancouver Canucks | Rogers Arena (18 870 spett.) |
| Tatar 56:30 Marcatori 21:48 (PP) Edler 50:49 (PP) Vrbata 58:09 (EN) 59:28 (EN) H. Sedin |                   |                                                                   |                   |                              |
|                                                                                         |                   |                                                                   |                   |                              |
| Tatar 56:30                                                                             | Marcatori         | 21:48 (PP) Edler 50:49 (PP) Vrbata 58:09 (EN) 59:28 (EN) H. Sedin |                   |                              |

| Vancouver 6 gennaio 2015 #38                                                | New York Islanders | 2 – 3 (1-1, 0-2, 1-0) referto        | Vancouver Canucks | Rogers Arena (18 562 spett.) |
| Martin 09:38 Grabovski 54:33 Marcatori 12:09 Stanton 28:01 Bonino 37:36 Vey |                    |                                      |                   |                              |
|                                                                             |                    |                                      |                   |                              |
| Martin 09:38 Grabovski 54:33                                                | Marcatori          | 12:09 Stanton 28:01 Bonino 37:36 Vey |                   |                              |

| Vancouver 8 gennaio 2015 #39                                | Florida Panthers | 3 – 1 (1-1, 2-0, 0-0) referto | Vancouver Canucks | Rogers Arena (18 799 spett.) |
| Huberdeau 09:33 36:43 Barkov 27:10 Marcatori 03:39 D. Sedin |                  |                               |                   |                              |
|                                                             |                  |                               |                   |                              |
| Huberdeau 09:33 36:43 Barkov 27:10                          | Marcatori        | 03:39 D. Sedin                |                   |                              |

| Vancouver 10 gennaio 2015 #40 | Calgary Flames | 1 – 0 (1-0, 0-0, 0-0) referto | Vancouver Canucks | Rogers Arena (18 870 spett.) |
| Backlund 05:38 Marcatori      |                |                               |                   |                              |
|                               |                |                               |                   |                              |
| Backlund 05:38                | Marcatori      |                               |                   |                              |

| Nashville 13 gennaio 2015 #41                                                              | Vancouver Canucks | 1 – 5 (0-2, 1-0, 0-3) referto                                        | Nashville Predators | Bridgestone Arena (15 726 spett.) |
| Edler 22:47 Marcatori 04:07 (PP) Smith 06:22 57:39 (PP) Wilson 53:32 Forsberg 55:31 Fisher |                   |                                                                      |                     |                                   |
|                                                                                            |                   |                                                                      |                     |                                   |
| Edler 22:47                                                                                | Marcatori         | 04:07 (PP) Smith 06:22 57:39 (PP) Wilson 53:32 Forsberg 55:31 Fisher |                     |                                   |

| Filadelfia 15 gennaio 2015 #42                                            | Vancouver Canucks | 4 – 0 (2-0, 2-0, 0-0) referto | Philadelphia Flyers | Wells Fargo Center (19 571 spett.) |
| Bonino 06:35 H. Sedin 13:21 (PP) Vrbata 21:21 (PP) Hansen 21:43 Marcatori |                   |                               |                     |                                    |
|                                                                           |                   |                               |                     |                                    |
| Bonino 06:35 H. Sedin 13:21 (PP) Vrbata 21:21 (PP) Hansen 21:43           | Marcatori         |                               |                     |                                    |

| Raleigh 16 gennaio 2015 #43                          | Vancouver Canucks | 3 – 0 (0-0, 3-0, 0-0) referto | Carolina Hurricanes | PNC Arena (13 093 spett.) |
| Dorsett 26:18 Matthias 32:57 Burrows 36:49 Marcatori |                   |                               |                     |                           |
|                                                      |                   |                               |                     |                           |
| Dorsett 26:18 Matthias 32:57 Burrows 36:49           | Marcatori         |                               |                     |                           |

| Sunrise 19 gennaio 2015 #44                     | Vancouver Canucks | 2 – 1 (2-0, 0-0, 0-1) referto | Florida Panthers | BB&T Center (9 373 spett.) |
| Vrbata 26:18 Horvat 32:57 Marcatori 26:18 Pirri |                   |                               |                  |                            |
|                                                 |                   |                               |                  |                            |
| Vrbata 26:18 Horvat 32:57                       | Marcatori         | 26:18 Pirri                   |                  |                            |

| Tampa 20 gennaio 2015 #45                                                   | Vancouver Canucks | 1 – 4 (0-0, 0-1, 1-3) referto                       | Tampa Bay Lightning | Amalie Arena (18 517 spett.) |
| Corrado 48:09 Marcatori 33:32 Filppula 40:11 57:34 (EN) Killorn 44:16 Boyle |                   |                                                     |                     |                              |
|                                                                             |                   |                                                     |                     |                              |
| Corrado 48:09                                                               | Marcatori         | 33:32 Filppula 40:11 57:34 (EN) Killorn 44:16 Boyle |                     |                              |

| Vancouver 27 gennaio 2015 #46                                               | Anaheim Ducks | 4 – 0 (1-0, 1-0, 2-0) referto | Vancouver Canucks | Rogers Arena (18 813 spett.) |
| Beleskey 13:43 Palmieri 27:19 (PP) Rakell 49:20 Maroon 59:28 (EN) Marcatori |               |                               |                   |                              |
|                                                                             |               |                               |                   |                              |
| Beleskey 13:43 Palmieri 27:19 (PP) Rakell 49:20 Maroon 59:28 (EN)           | Marcatori     |                               |                   |                              |

| Vancouver 30 gennaio 2015 #47                                                                                           | Buffalo Sabres | 2 – 5 (1-1, 1-2, 0-2) referto                                                   | Vancouver Canucks | Rogers Arena (18 570 spett.) |
| Stewart 34:16 (PP) 04:00 (PP) Marcatori 19:36 Horvat 21:43 (PP) Weber 24:19 (PP) Bonino 45:31 Higgins 59:25 (EN) Vrbata |                |                                                                                 |                   |                              |
| |                |                                                                                 |                   |                              |
| Stewart 34:16 (PP) 04:00 (PP)                                                                                           | Marcatori      | 19:36 Horvat 21:43 (PP) Weber 24:19 (PP) Bonino 45:31 Higgins 59:25 (EN) Vrbata |                   |                              |

#### Febbraio
| Vancouver 1 febbraio 2015 #48                                                                        | Minnesota Wild | 4 – 2 (0-0, 2-0, 2-2) referto | Vancouver Canucks | Rogers Arena (18 438 spett.) |
| Parise 27:26 Spurgeon 29:26 (PP) Vanek 47:08 Zucker 59:05 (EN) Marcatori 52:20 Kenins 53:21 D. Sedin |                |                               |                   |                              |
| |                |                               |                   |                              |
| Parise 27:26 Spurgeon 29:26 (PP) Vanek 47:08 Zucker 59:05 (EN)                                       | Marcatori      | 52:20 Kenins 53:21 D. Sedin   |                   |                              |

| Vancouver 3 febbraio 2015 #49                                                    | Winnipeg Jets | 2 – 3 (d.t.s.) (1-1, 0-0, 1-1, 0-1) referto | Vancouver Canucks | Rogers Arena (18 509 spett.) |
| Wheeler 10:18 Little 49:26 (PP) Marcatori 52:20 Burrows 52:32 Kenins 60:36 Sbisa |               |                                             |                   |                              |
|                                                                                  |               |                                             |                   |                              |
| Wheeler 10:18 Little 49:26 (PP)                                                  | Marcatori     | 52:20 Burrows 52:32 Kenins 60:36 Sbisa      |                   |                              |

| Vancouver 5 febbraio 2015 #50                                                                        | San Jose Sharks | 5 – 1 (1-0, 2-0, 2-1) referto | Vancouver Canucks | Rogers Arena (18 508 spett.) |
| Irwin 17:43 Karlsson 26:24 Pavelski 39:45 (PP) Tierney 43:55 Desjardins 59:55 Marcatori 58:03 Vrbata |                 |                               |                   |                              |
| |                 |                               |                   |                              |
| Irwin 17:43 Karlsson 26:24 Pavelski 39:45 (PP) Tierney 43:55 Desjardins 59:55                        | Marcatori       | 58:03 Vrbata                  |                   |                              |

| Vancouver 7 febbraio 2015 #51                                                              | Pittsburgh Penguins | 0 – 5 (0-2, 0-2, 0-1) referto                                                    | Vancouver Canucks | Rogers Arena (18 870 spett.) |
| Marcatori 07:13 (PP) Burrows 10:46 Horvat 35:02 Matthias 37:21 Kassian 42:05 (PP) D. Sedin |                     |                                                                                  |                   |                              |
|                                                                                            |                     |                                                                                  |                   |                              |
|                                                                                            | Marcatori           | 07:13 (PP) Burrows 10:46 Horvat 35:02 Matthias 37:21 Kassian 42:05 (PP) D. Sedin |                   |                              |

| Saint Paul 9 febbraio 2015 #52 | Vancouver Canucks | 3 – 5 (1-3, 1-2, 1-0) referto                                                            | Minnesota Wild | Xcel Energy Center (18 804 spett.) |
| Kassian 10:18 Matthias 21:11 Stanton 57:57 Marcatori 05:05 Schroeder 07:37 (PP) Pominville 15:37 Niederreiter 27:05 (PP) Suter 27:59 Brodziak |                   |                                                                                          |                |                                    |
| |                   |                                                                                          |                |                                    |
| Kassian 10:18 Matthias 21:11 Stanton 57:57 | Marcatori         | 05:05 Schroeder 07:37 (PP) Pominville 15:37 Niederreiter 27:05 (PP) Suter 27:59 Brodziak |                |                                    |

| Chicago 11 febbraio 2015 #53 | Vancouver Canucks | – | Chicago Blackhawks | United Center |

| Vancouver 13 febbraio 2015 #54 | Boston Bruins | – | Vancouver Canucks | Rogers Arena |

| Calgary 14 febbraio 2014 #55 | Vancouver Canucks | – | Calgary Flames | Scotiabank Saddledome |

| Vancouver 16 febbraio 2015 #56 | Minnesota Wild | – | Vancouver Canucks | Rogers Arena |

| New York 19 febbraio 2015 #57 | Vancouver Canucks | – | New York Rangers | Madison Square Garden |

| Newark 20 febbraio 2015 #58 | Vancouver Canucks | – | New Jersey Devils | Prudential Center |

| Brooklyn 22 febbraio 2015 #59 | Vancouver Canucks | – | New York Islanders | Barclays Center |

| Boston 24 febbraio 2015 #60 | Vancouver Canucks | – | Boston Bruins | TD Garden |

| Buffalo 26 febbraio 2015 #61 | Vancouver Canucks | – | Buffalo Sabres | First Niagara Center |

#### Marzo
| Vancouver 1 marzo 2015 #62 | St. Louis Blues | – | Vancouver Canucks | Rogers Arena |

| Vancouver 3 marzo 2015 #63 | San Jose Sharks | – | Vancouver Canucks | Rogers Arena |

| Glendale 5 marzo 2015 #64 | Vancouver Canucks | – | Arizona Coyotes | Jobing.com Arena |

| San Jose 7 marzo 2015 #65 | Vancouver Canucks | – | San Jose Sharks | SAP Center at San Jose |

| Vancouver 9 marzo 2015 #66 | Anaheim Ducks | – | Vancouver Canucks | Rogers Arena |

| Vancouver 12 marzo 2015 #67 | Los Angeles Kings | – | Vancouver Canucks | Rogers Arena |

| Vancouver 14 marzo 2015 #68 | Toronto Maple Leafs | – | Vancouver Canucks | Rogers Arena |

| Vancouver 17 marzo 2015 #69 | Philadelphia Flyers | – | Vancouver Canucks | Rogers Arena |

| Vancouver 19 marzo 2015 #70 | Columbus Blue Jackets | – | Vancouver Canucks | Rogers Arena |

| Los Angeles 21 marzo 2015 #71 | Vancouver Canucks | – | Los Angeles Kings | Staples Center |

| Glendale 22 marzo 2015 #72 | Vancouver Canucks | – | Arizona Coyotes | Jobing.com Arena |

| Vancouver 24 marzo 2015 #73 | Winnipeg Jets | – | Vancouver Canucks | Rogers Arena |

| Vancouver 26 marzo 2015 #74 | Colorado Avalanche | – | Vancouver Canucks | Rogers Arena |

| Vancouver 28 marzo 2015 #75 | Dallas Stars | – | Vancouver Canucks | Rogers Arena |

| St. Louis 30 marzo 2015 #76 | Vancouver Canucks | – | St. Louis Blues | Scottrade Center |

| Nashville 31 marzo 2015 #77 | Vancouver Canucks | – | Nashville Predators | Bridgestone Arena |

#### Aprile
| Chicago 2 aprile 2015 #78 | Vancouver Canucks | – | Chicago Blackhawks | United Center |

| Winnipeg 4 aprile 2015 #79 | Vancouver Canucks | – | Winnipeg Jets | MTS Centre |

| Vancouver 6 aprile 2015 #80 | Los Angeles Kings | – | Vancouver Canucks | Rogers Arena |

| Vancouver 9 aprile 2015 #81 | Arizona Coyotes | – | Vancouver Canucks | Rogers Arena |

| Edmonton 11 aprile 2015 #82 | Vancouver Canucks | – | Edmonton Oilers | JRexall Place |

### Playoff
Legenda:PP = Gol in superiorità numerica; SH = Gol in inferiorità numerica; EN = Gol a porta vuota; PS = Gol su tiro di rigore

#### Semifinali di Division
|  | Serie |                   |  |  |
|  |       |                   |  |  |
|  | P2    | Vancouver Canucks |  |  |
|  | P3    | Calgary Flames    |  |  |

| Vancouver 15 aprile 2015 Gara 1 | Calgary Flames | – | Vancouver Canucks | Rogers Arena |

| Vancouver 17 aprile 2015 Gara 2 | Calgary Flames | – | Vancouver Canucks | Rogers Arena |

| Calgary 19 aprile 2015 Gara 3 | Vancouver Canucks | – | Calgary Flames | Scotiabank Saddledome |

| Calgary 21 aprile 2015 Gara 4 | Vancouver Canucks | – | Calgary Flames | Scotiabank Saddledome |